# Trabadela

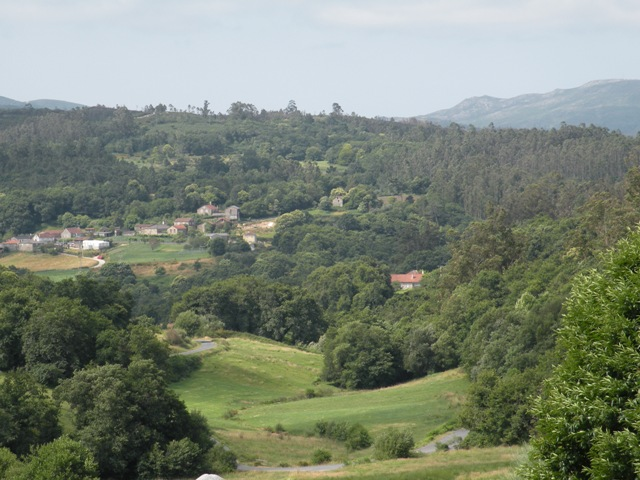
Trabadela desde Sesto.

Trabadela (40°38′03.34″N 8°22′01.14″O / 40.6342611, -8.3669833) es una aldea perteneciente a la parroquia de Ribela en el ayuntamiento de La Estrada, provincia de Pontevedra de la Comunidad Autónoma de Galicia, España. Limita con las aldeas de Guitón, Carracedo, Entrecastrelo, Marcenlos y A Grela, estas dos últimas aldeas pertenecientes a Codeseda. El censo de 2006 es de 21 habitantes. Su altitud sobre el nivel del mar esta en torno a los 400 m y se encuentra rodeada por la sierra de Cabanelas y el valle del río Umia. La distancia a Pontevedra, capital de la provincia, es de 42 km y a Santiago de Compostela 32 km. 

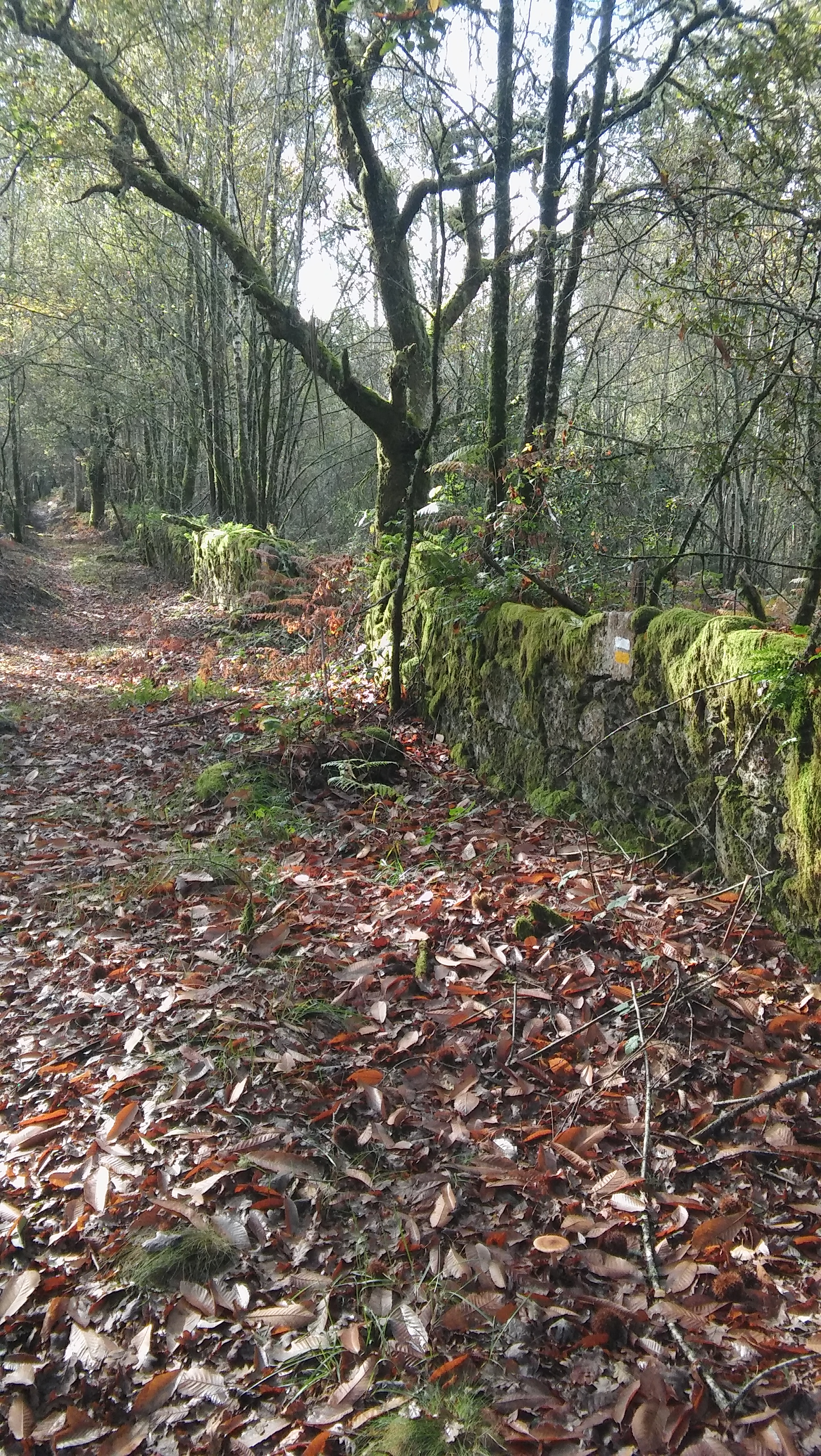
Sendero entre Trabadela y A Grela

Sus habitantes se dedican a la ganadería, en especial vacuno y ovino, dada la riqueza de sus pastos. Es rica en forraje y frutales siendo de gran calidad sus manzanas, de las que se extrae una excelente sidra. Su naturaleza virgen permite la presencia en sus montes de una abundante vegetación, destacando grandes carballeiras y castiñeiras que en otoño tiñen el paisaje de una gran riqueza cromática; también existe fauna diversa como el jabalí, ardilla, corzo, zorro, lobo, aves rapaces y caballos salvajes que todos los años son concentrados el primer fin de semana de julio en Sabucedo para el corte de sus crines en la tradicional y legendaria celebración de la Rapa das Bestas. 
Es de destacar la presencia en esta zona, de la presa de Leira, importante acueducto centenario que conduce el agua hasta la aldea vecina de Parada derivando por la margen izquierda las aguas del río Umia y trasportándola a una distancia de 2 km aprovechando el gran desnivel del río que transcurre encajonado. Importante también la presencia en la aldea de numerosos molinos tradicionales como el molino de batán. Para estos molinos hay numerosos estanques, así como algunos estanques para regar prados. Entre ellos el más destacable es el estanque de Fariña situado entre Trabadela y Carracedo. 
También cuenta con una gran cantidad de bosques, fuentes y numerosos caminos, ideales para la práctica de senderismo. Precisamente, atraviesa por algunas zonas de Trabadela la ruta de senderismo PR-G197 del #retoCodesedaSabucedo, que también recorre parte de algunas zonas de Codeseda, Sabucedo y Souto. Son 30 km de ruta circular, señalizada y homologada. 
Se conservan aún restos de pequeñas casas, en lo que se denominaba el antiguo Lugar de Ansán, justo antes de existir Trabadela.
Otro dato a destacar, es que por Trabadela pasan dos ríos: el río Umia y el regueiro da Grela, que este mismo, a su vez, sirve de afluente para el río Umia. Precisamente este pequeño río cuenta con una pequeña cascada situada entre Trabadela y Guitón.
Entre Guitón y Trabadela también destaca un acueducto que servía el agua del regueiro da Grela al molino de Demetrio.

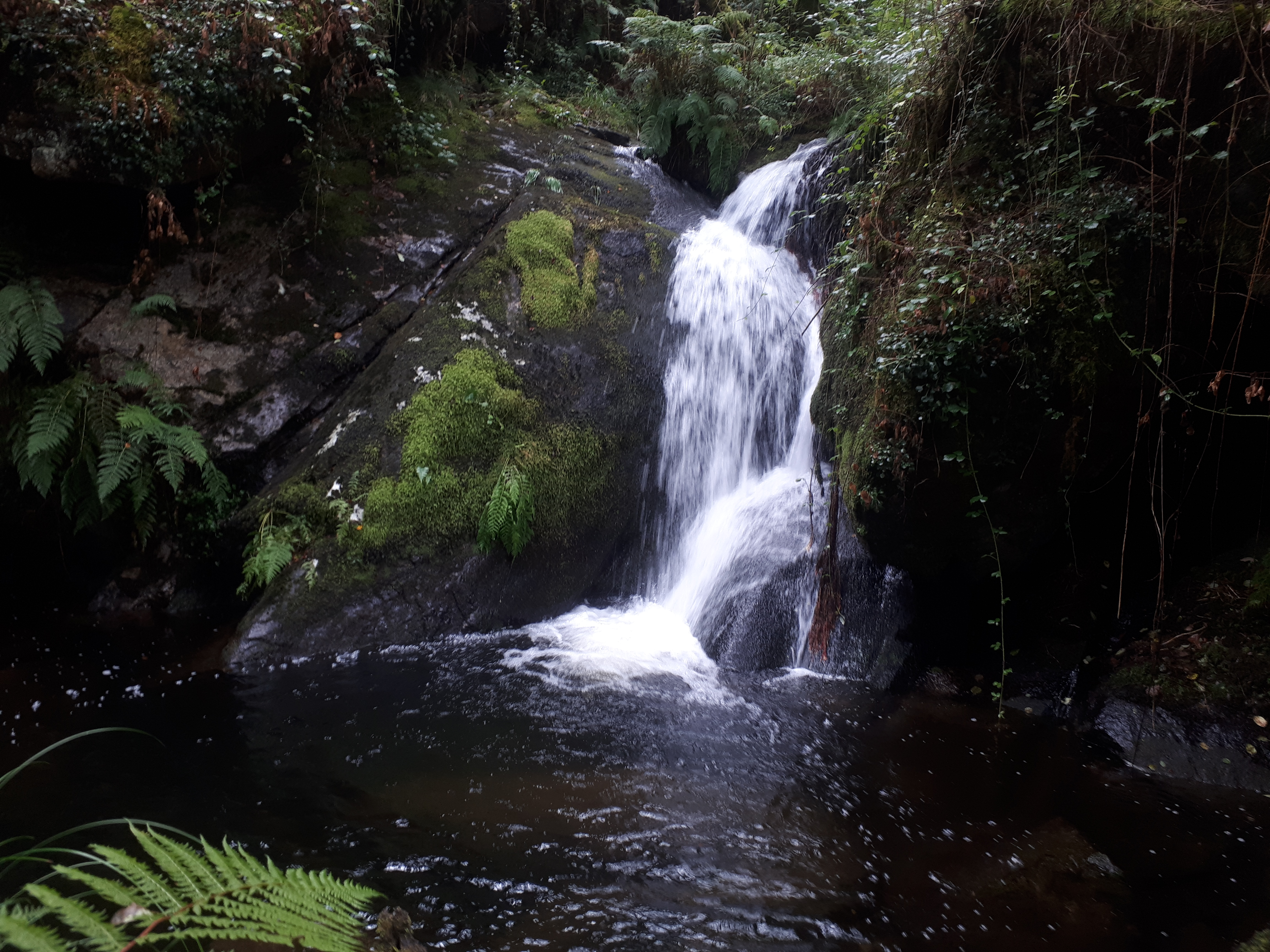
Fervenza do regueiro da Grela entre Trabadela y Guitón

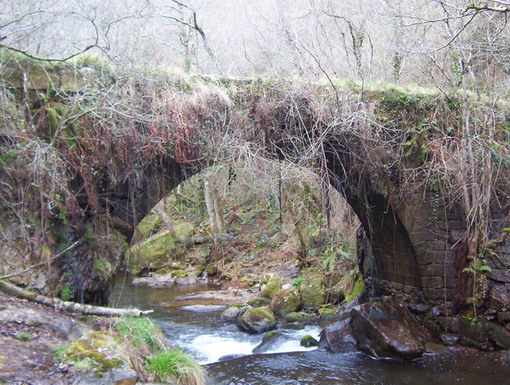
Ponte de Leira sobre el río Umia

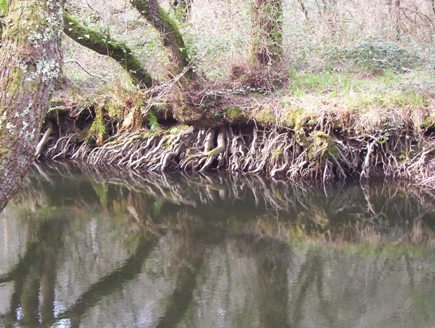
Río Umia a su paso por Trabadela

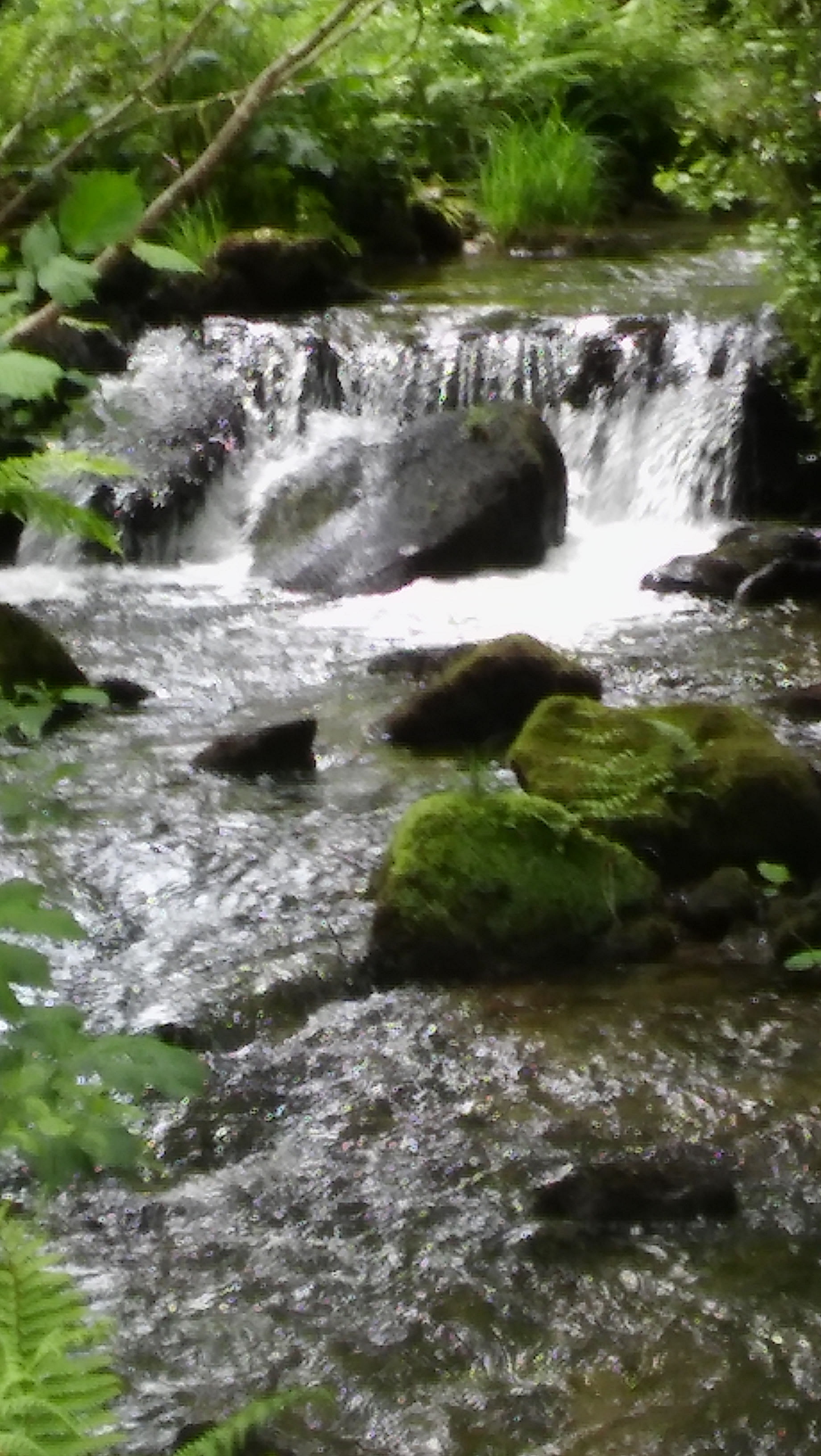
Río Grela a su paso por Trabadela

Desde Trabadela se divisa un Castro de gran elevación que domina el valle de Tabeiros y las tierras de Compostela así como la iglesia de Ribela que data de 1865. Desde lo alto de la aldea, en los días claros, en el lugar del Outeiro, una vista espectacular nos permite ver dirección norte las localidades de A Estrada y Santiago de Compostela y al oeste el valle del río Umia entre los montes de Montillon y Arca, al fondo la ría de Arosa. 
Desde este mismo lugar, en las noches de verano, se puede contemplar el cielo más claro, con menor contaminación lumínica de la provincia.

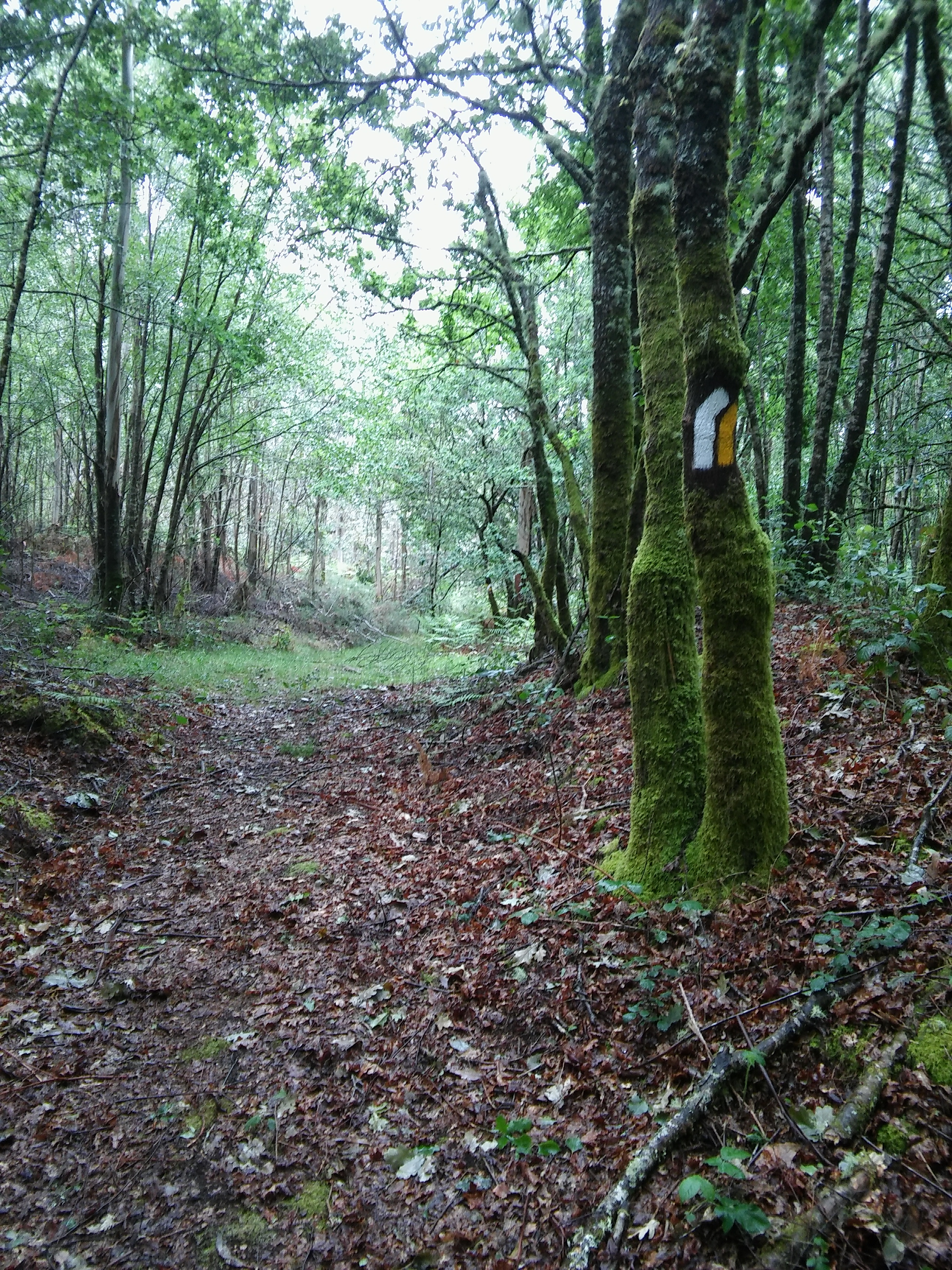
Camino entre Trabadela y Marcenlos

- Datos: Q9089331